# ريتا شاين
ريتا شاين (بالإنجليزية: Rita Shane)‏ هي مغنية أوبرا ومغنية أمريكية، ولدت في 15 أغسطس 1936 في ذا برونكس في الولايات المتحدة، وتوفيت في 9 أكتوبر 2014 في نيويورك في الولايات المتحدة بسبب سرطان البنكرياس.

## وصلات خارجية
- ريتا شاين على موقع ميوزك برينز (الإنجليزية)
- ريتا شاين على موقع أول ميوزيك (الإنجليزية)
- ريتا شاين على موقع ديسكوغز (الإنجليزية)